# Gedenkt te Sterven (Hilversum)

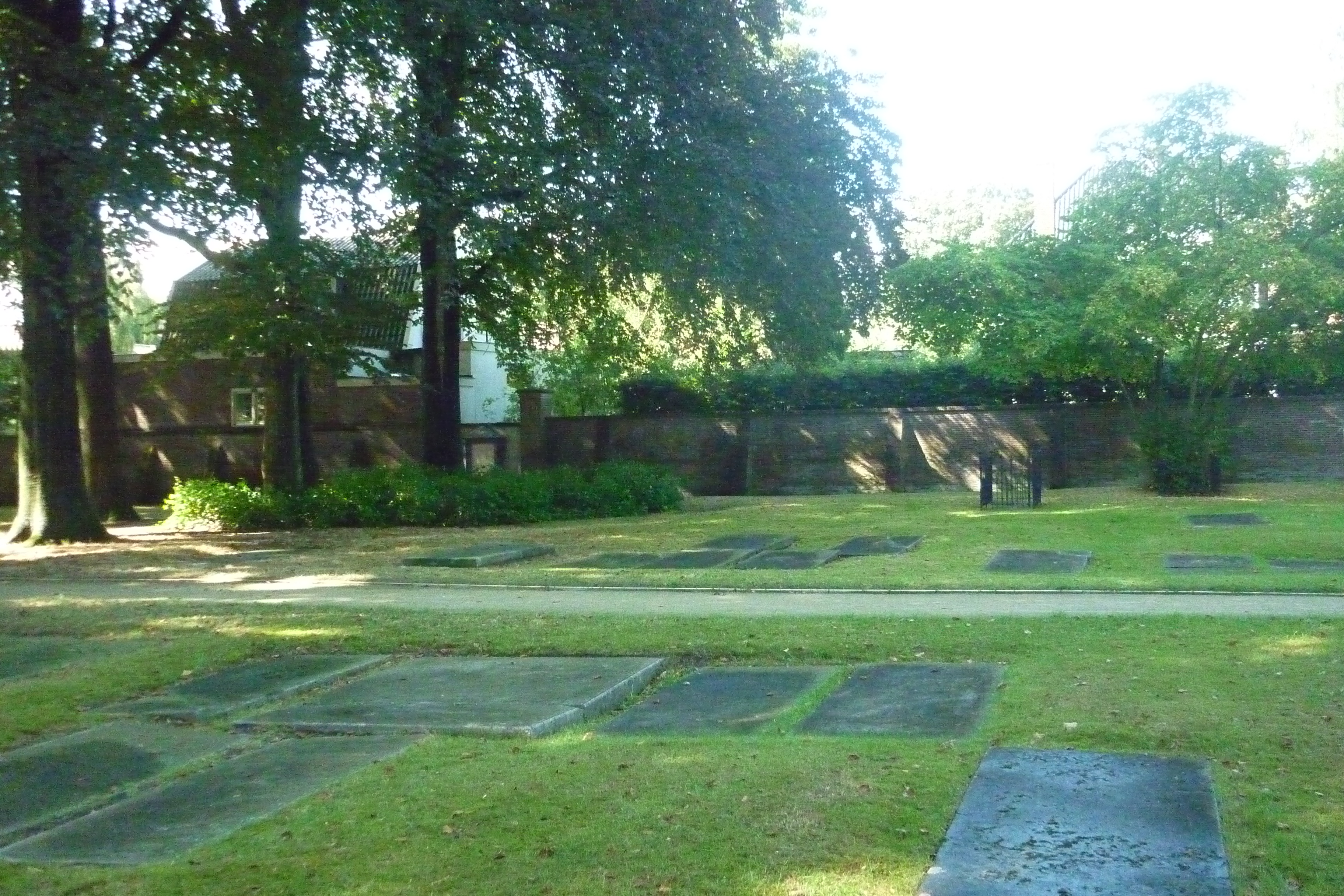

Gedenkt te Sterven is de oudste nog bestaande begraafplaats in Hilversum. Een van de drie ingangen is bij de Oude Torenstraat achter de Grote Kerk.

## Geschiedenis
De begraafplaats werd in 1792 gesticht en op 1 januari 1793 geopend, net voordat het in 1795 verboden werd om in de kerk te begraven. De Grote Kerk stond toen aan de rand van het dorp Hilversum, en de begraafplaats bestond uit een rechthoekig, ommuurd stuk grond. Aan iedere kant was een ingang. De westelijke ingang is dichtgemetseld en tegen die muur staat nu het monument van Het Nieuwe Lyceum.
In het begin van de 19de eeuw werden platliggende zerken gebruikt, pas in het midden van de 19de eeuw begon men graven te versieren met hekwerken en ornamenten. De noordelijke kant was de deftige kant, aan de zuidelijke kant lagen de goedkopere graven. In 1887 waren er op de begraafplaats alleen nog 42 armengraven, de rest van het terrein was vol. Op de Bosdrift werd de Nieuwe begraafplaats ingericht. De oude begraafplaats werd alleen nog door mensen gebruikt die een eigen graf hadden.
Op 4 juni 1940 was Ds. W.J. van Lokhorst officieel de laatste die hier begraven werd. Maar op 26 juni 1941 werd Gerrit Abraham Cramer (1899-1941) nog bijgezet in een familiegraf naast zijn grootvader Karel Jan Perk (1839-1912), zoon van Albertus Jansz Perk. In 1943 werd de begraafplaats permanent gesloten.
Het oudste nog aanwezige graf is dat van Jonkheer Jan Abraham Dedel (1745-1793), die als een der eersten begraven op de nieuwe buitenbegraafplaats werd. Bij de ruiming van de begraafplaats in de jaren ’60 en ’70 van de vorige eeuw is de steen door de gemeentelijke te enthousiaste ruimdrift op het naastgelegen kavel 49.07 terecht gekomen.

## Stadspark De Hof
In de jaren na 1943 werd de begraafplaats niet meer onderhouden. In 1973 werd de begraafplaats als stadspark De Hof opengesteld met het gevolg dat omwonenden er hun hond uitlieten. In 1984 en 1985 organiseerde de Bond Heemschut een paar werkkampen met jongeren die het terrein opruimden. De begraafplaats verloederde opnieuw in de jaren erna.
Op 24 januari 1995 werd Gedenkt te Sterven tot gemeentelijk monument verklaard. Met steun van de Rotary werd de begraafplaats opgeknapt en in 1996 heropend. Stichting De Hof is nu verantwoordelijk voor de begraafplaats en heeft deze voor vijftig jaar in erfpacht gekregen. De meeste graven zijn nu geruimd, maar er liggen nog veel grafstenen en er zijn enkele monumenten.

## Monumenten
- Herdenkingssteen uit concentratiekamp Mauthausen, meegenomen door Bill Minco die daar in de steengroeve heeft moeten werken. Hier geplaatst op 5 mei 1970;
- Een steen in de vorm van een vrouwenhoofd, gevonden in de puinhopen na het bombardement op Rotterdam, mei 1940
- Nieuwe Lyceum Monument: herinneringssteen met de namen van (oud-)leerlingen van Het Nieuwe Lyceum. De steen bevond zich eerst in het Nieuwe Lyceum Geraniumschool, in 1955 werd het overgeplaatst naar het nieuwe schoolgebouw aan de Witte Kruislaan, en in 1995 (toen de school werd opgeheven) maar de huidige locatie. De tekst luidt:

Wij gedenken onze leerlingen

en oud-leerlingen die hun leven lieten

in de oorlogsjaren 1940-1945
Lou van Dam - Theo van Gogh - Gys Gorter 

Sannie Hamel - Bram Hamel - Dick van Heyningen

Jan Bart van Mesdag - Hugo de Miranda

Ernst Woutman - Jan van Zutphen

- Plaquette van de Nederlandse Seintoestellen Fabriek (NSF); de bronzen plaquette werd in 2011 gestolen. De tekst was:

NSF-ers die in de ondergrondse 

strijd tegen de vijand het offer

brachten van hun leven

Dirk J Buis - Ir Cyril Charles Ceger

Jan van Dijk - Jacob Paap

Jaap van den Hui - Ir Theo Willem la Rivière

Floor van der Laaken - René Paul Wirix

- Beeltenis van Albertus Jansz Perk

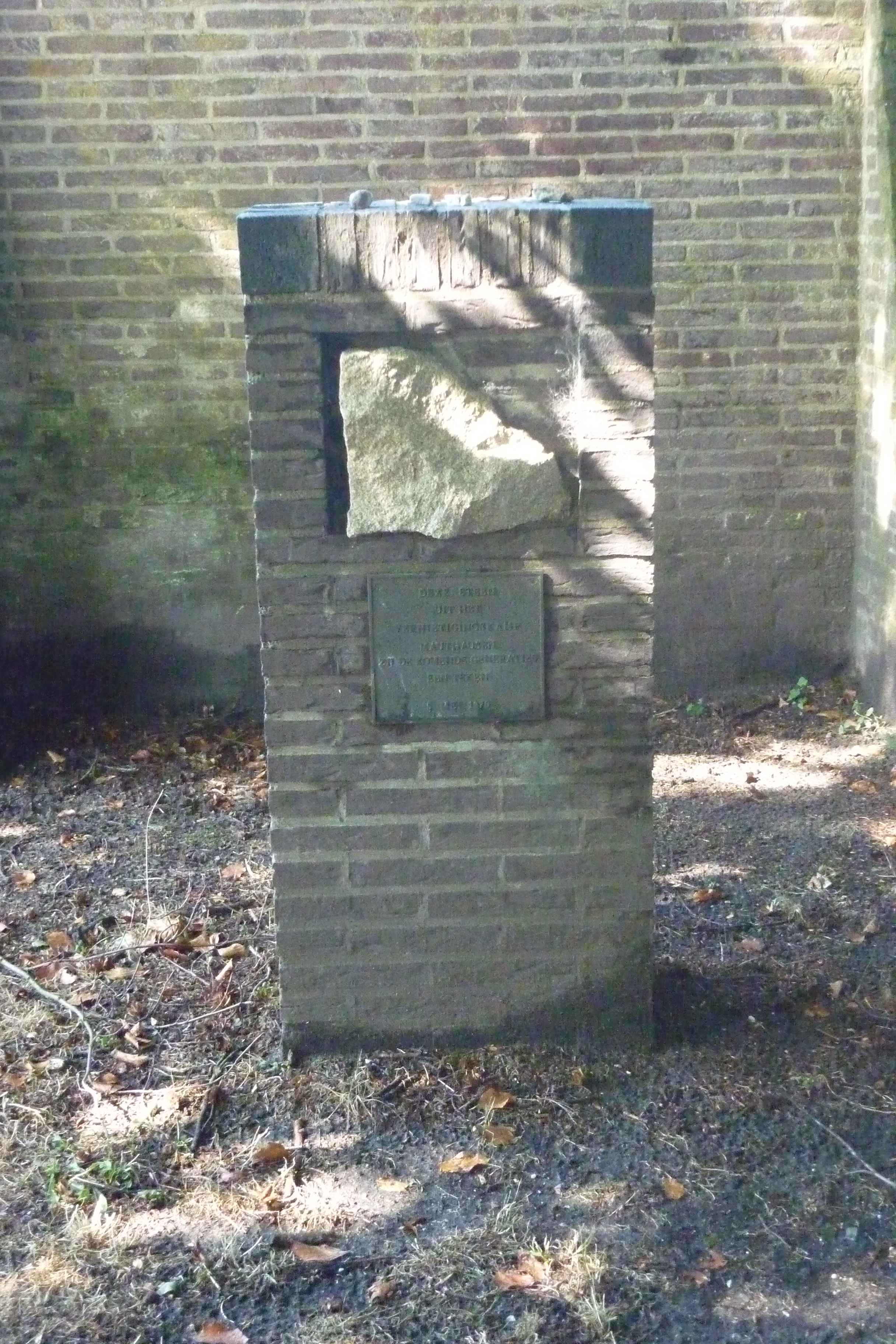
Steen uit Mauthausen
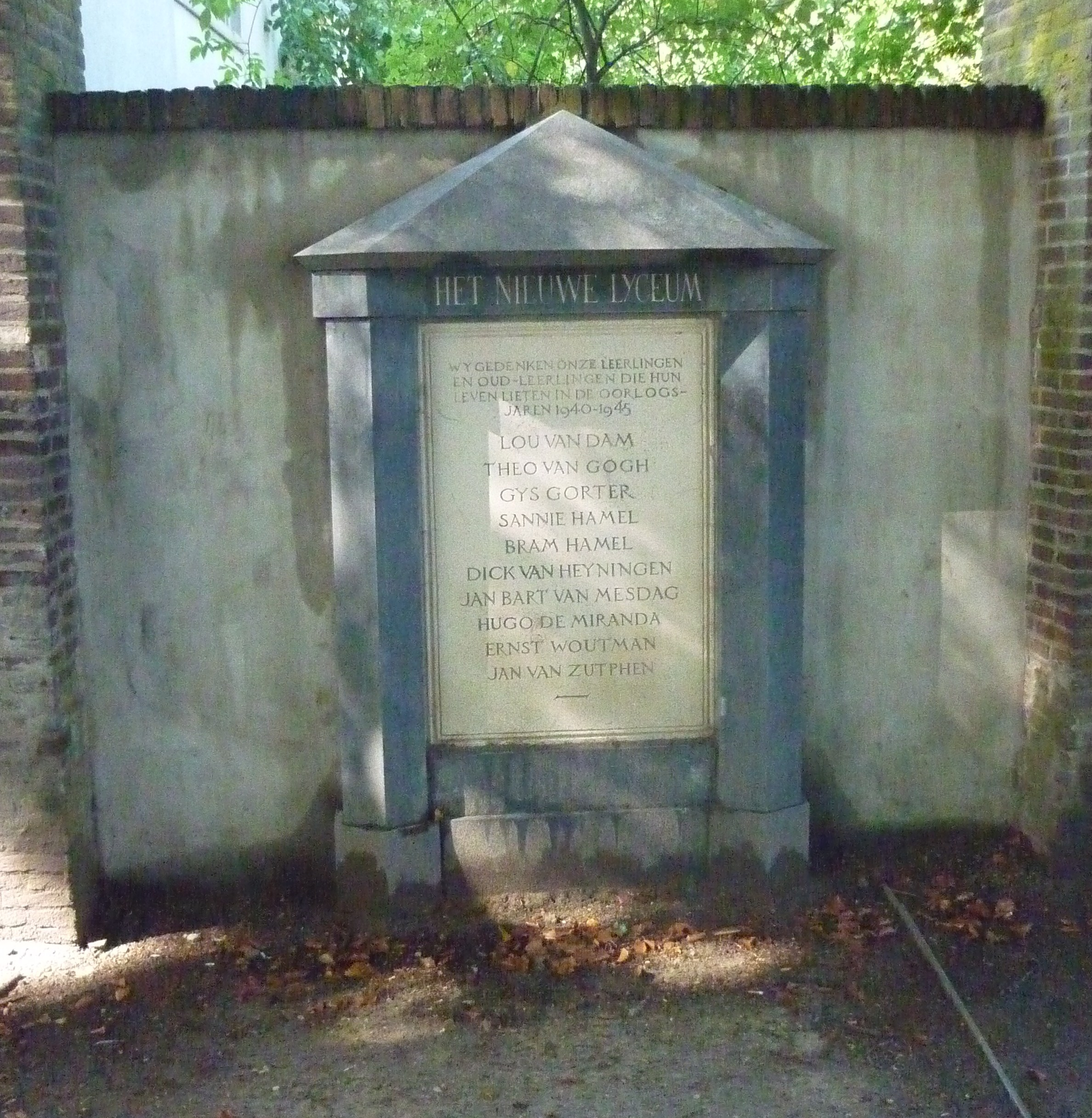
Monument Het Nieuwe Lyceum
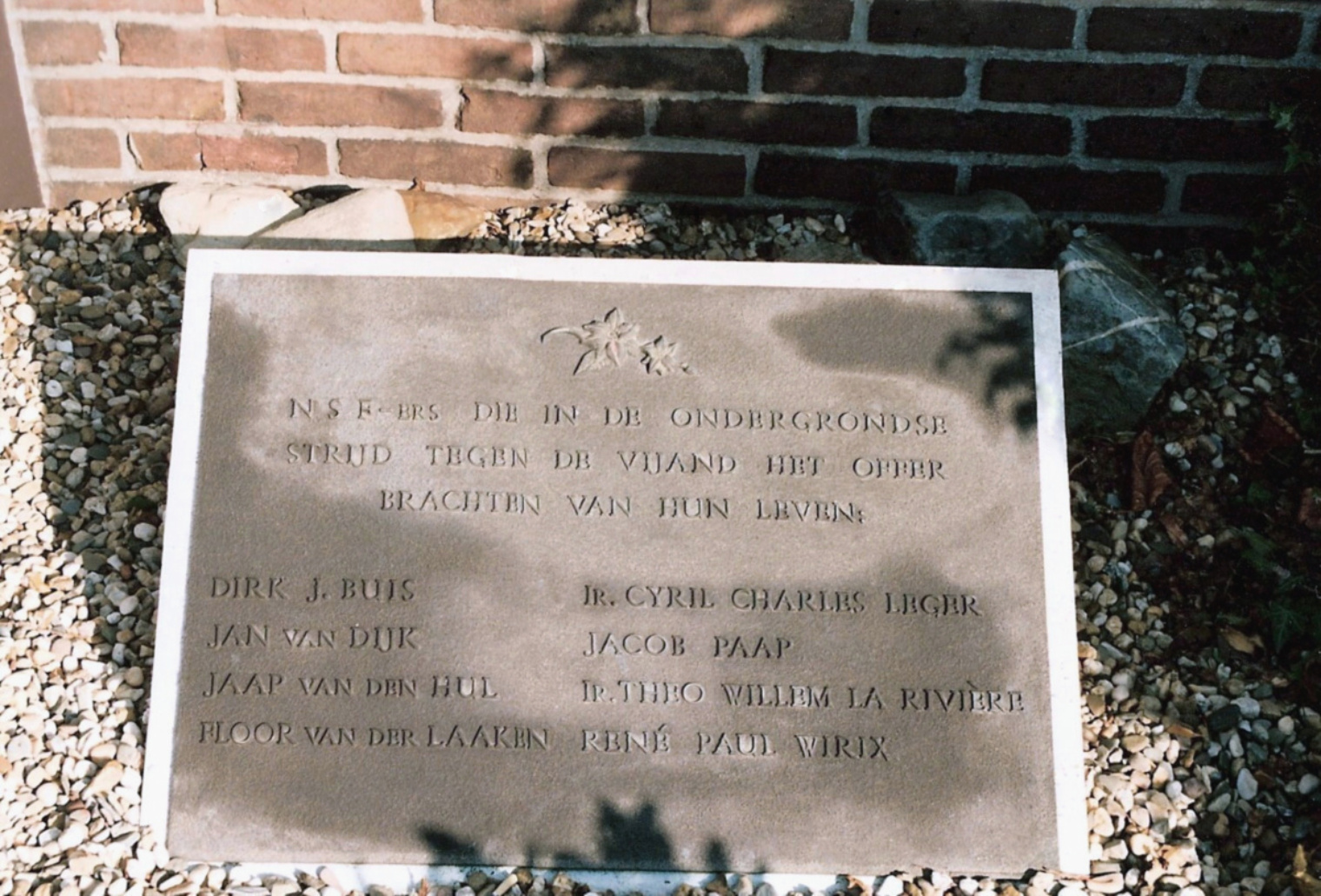
Plaquette zoals eerst geplaatst bij de NSF
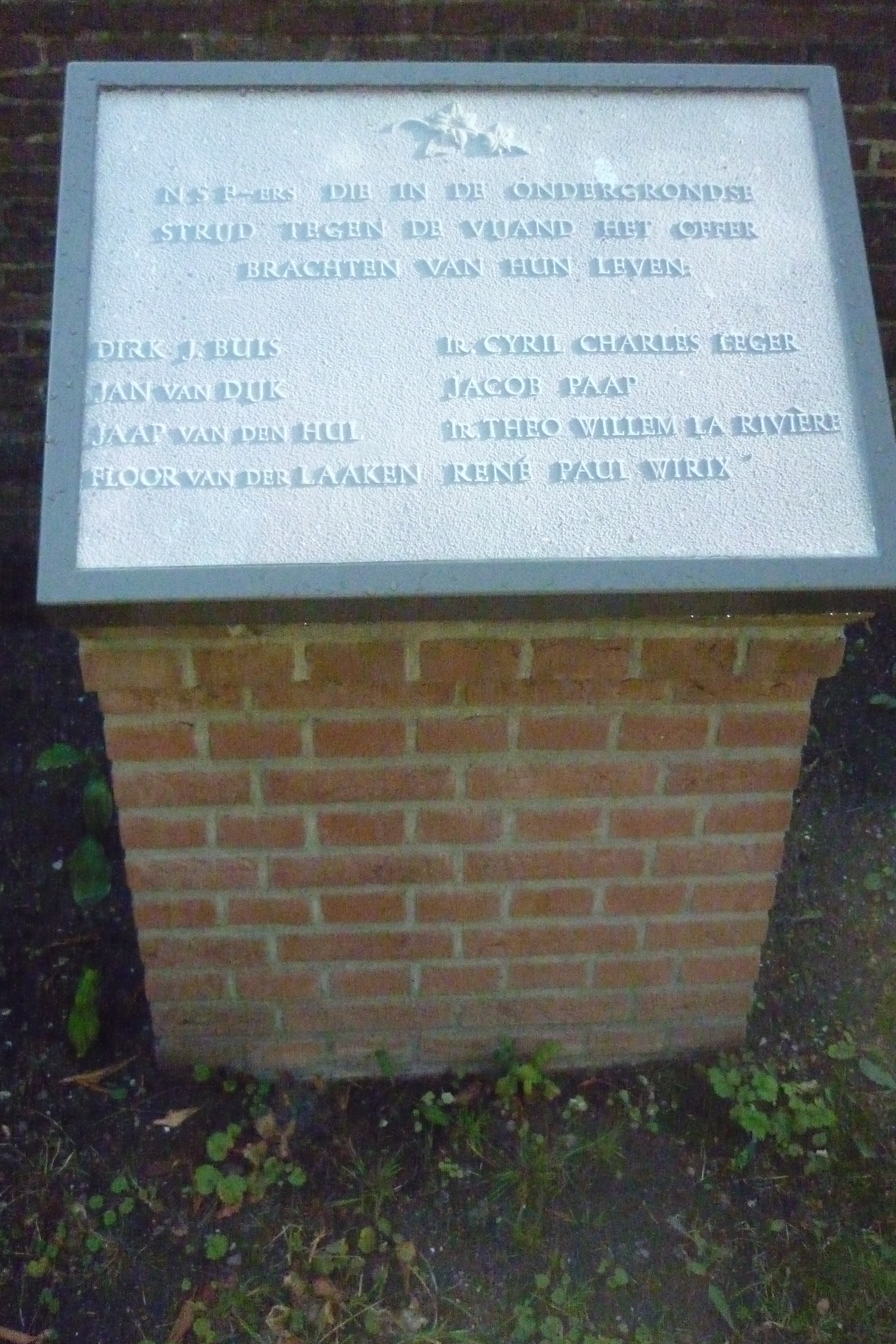
Plaquette NSF
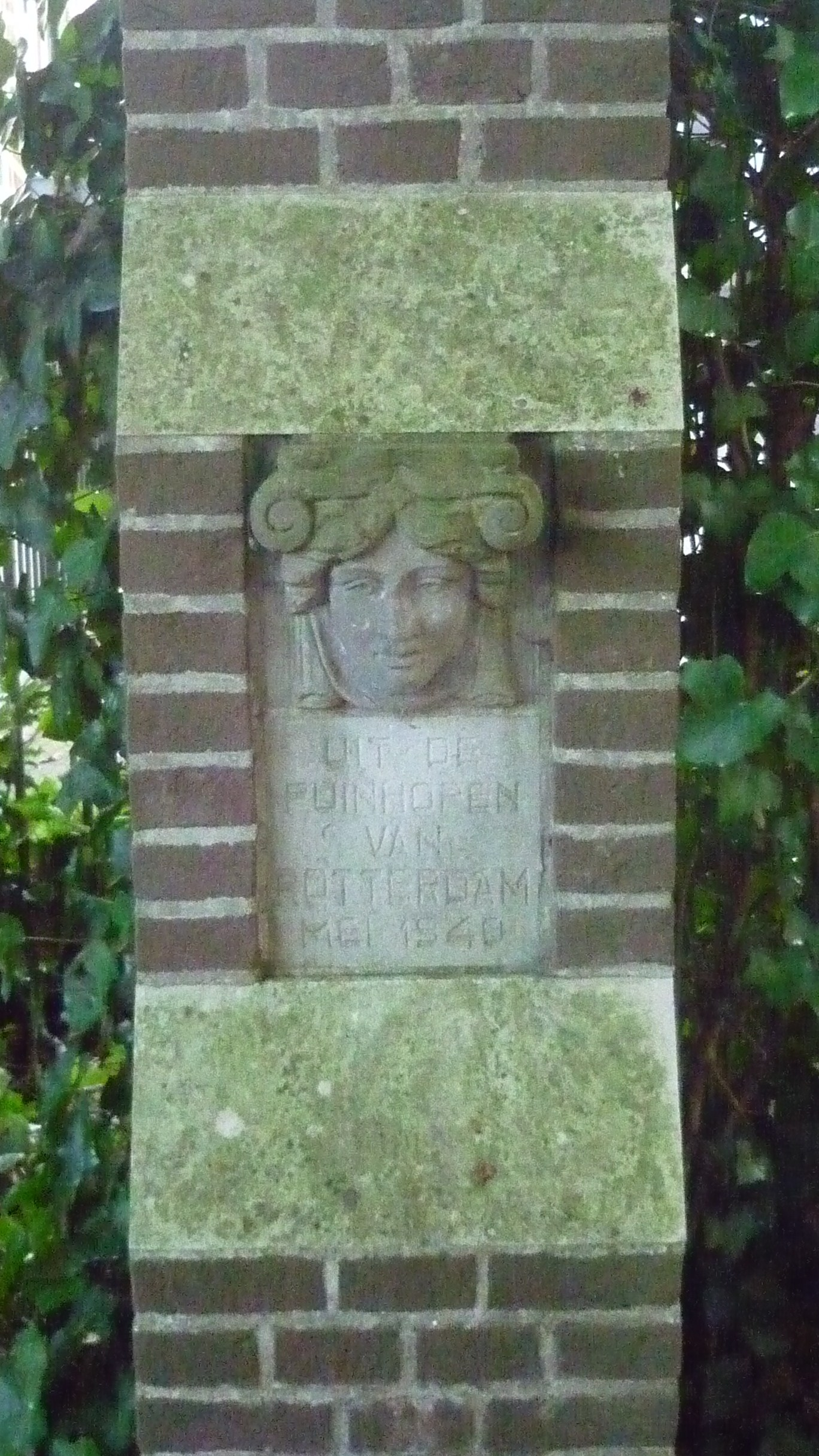
Steen uit Rotterdam
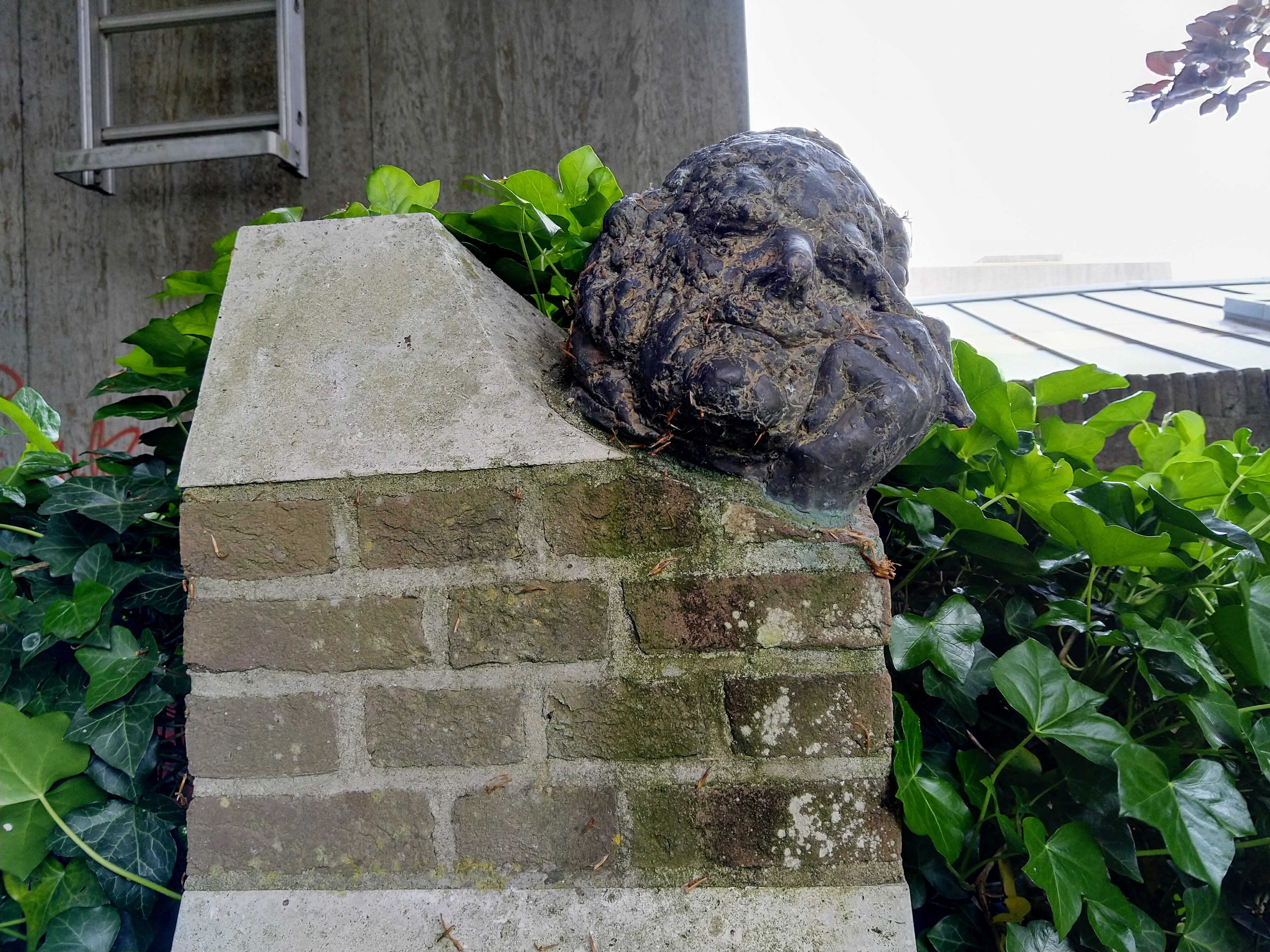
Albertus Perk "Peinzend over De Hof"

## Bekende graven
- Albertus Jansz Perk, notaris en wethouder van Hilversum
- Lourens Veenendaal, kapitein der schutterij
- Jhr. Mr. Jacob Nicolaas Warin (1787-1833), 1e luitenant, ridder Militaire Willems-Orde, met vermoedelijk zijn vrouw en dochters waaronder freule Constantia Jacoba Agnes Warin, vrouwe van Nederhorst den Berg, Horstwaerde, Overmeer en Riethoven (1820-1902), laatste telg van het adellijke geslacht
- doctor Johannes Fredericus van Hengel, sociaal bevlogen arts te Hilversum
- jhr. Cornelis Hartsen, Amsterdams koopman en politicus
- Jan Corver Hooft, Tweede en Eerste Kamerlid
- jhr. Hendrik Jacob Ortt, heer van Oudaan (1764-1826), kapitein ter zee, mede-oprichter en eerste voorzitter van de N.Z.H.R.M
- jhr. Nicolaes Warin, heer van Schonauwen (1744-1815), Nederlands bestuurder